# Эс-Салимия
Эс-Салимия (араб. السالمية‎) — город в провинции (мухафаза) Хавалли, один из 9 районов провинции, часть Эль-Кувейтской агломерации. 2-й по населению район Кувейта (1-й в провинции) и один из крупнейших пригородов Эль-Кувейта. Площадь — 14,2 км². Население — 290 758 человек (2015 год).
Расположен на севере провинции и занимает мыс, в нескольких километрах от столицы страны, на побережье Персидского залива. Город известен с 1960-х. В период войны в Персидском заливе (1991) город был полностью разрушен во время иракской оккупации, затем в 1993 году, после окончания войны, вновь восстановлен.
В период 2010—2015 года рост населения составил +4,04%/год. 
В Эс-Салимии есть два порта с паромными переправами. В Эс-Салимии расположен стадион «Тамир» — домашняя арена футбольного клуба «Ас-Салимия». Здесь расположены Американский университет в Кувейте, Французская школа в Кувейте, Пакистанская школа и колледж, Индийская школа общины, Индийская английская академическая школа.